# フォーチュンエンターテイメント
株式会社フォーチュンエンターテイメント（英: FORTUNE ENTERTAINMENT INC.）は、日本の芸能プロダクション。BOYS AND MEN、BMKなどのグループのプロデュースやマネジメントを行っている。また、アーティストのCD・DVD製作、グッズ販売やCM・イベントのタレントブッキングも手掛けるほか、劇場も所有している。名古屋の本社のほか東京、大阪にオフィスを構える。

## 概要
1989年の有限会社オフィスアールディー設立、1992年の株式会社タニプロモーション設立、1995年の株式会社フリップアップ設立を経て、1998年8月、株式会社フォーチュンが設立される。当初は東京で芸能プロダクションの業務を行っていた。
2009年に代表取締役社長・谷口誠治が名古屋を初めて訪れたことをきっかけに、「名古屋で活躍したら東京に行くというのではなく、名古屋で活動してタレントとして飯が食えるような」若者を発掘・育成するプロジェクトとして「NAGOYA DREAM PROJECT」が立ち上げられる。名古屋発信のエンターテイメント文化の創造・振興に舵を切り、社名を株式会社フォーチュンエンターテイメントに変更の上、2012年に本社を名古屋へ移転した。2018年には「発表の場」として名古屋市栄に常設劇場「BM theater」「NDP studio」を開設した。
企業の指針について、代表取締役社長の谷口は「持続可能なエンターテイメントの追求」と「芸どころ名古屋の復活」を目指し、「『ライブ』というエンターテイメントの『原点』を作り出す環境づくり、 名古屋芸能のブランドを確立させ、名古屋発信のエンターテイメントの魅力、 満ち溢れる活気を全国、全世界へ発信していきたい」と説明している。

## 略歴
- 1998年 - 株式会社フォーチュン設立。デジタル映像コンテンツ、出版（雑誌、書籍、写真集）、ステージの企画・演出・制作・プロデュースを開始。
- 2010年 - 「NAGOYA DREAM PROJECT」事業開始。株式会社フォーチュンエンターテイメントに社名変更。
- 2012年11月 - 名古屋へ本社移転。
- 2014年4月 - 株式会社メディアミックス・ジャパン（MMJ）と業務提携。ドラマ・映画・番組の制作開始。
- 2015年 - 「BOYS AND MEN ショップ&カフェ」開店。
- 2016年 - 新社屋に本社移転。関連会社の株式会社フォワードインターナショナルを設立。
- 2018年 - 名古屋市栄に常設劇場「BM theater」「NDP studio」を開設[4]。
- 2025年6月 - 名古屋市栄の常設劇場「BM theater」「NDP studio」が閉館予定[5]。

## 所属タレント
- BOYS AND MEN
  - 田村侑久、辻本達規、本田剛文、平松賢人、吉原雅斗
- 寺坂頼我
- BMK
  - 中原聡太、米谷恭輔、三隅一輝、松岡拳紀介、佐藤匠 (歌手)
- カラフルダイヤモンド（元ボイメンエリア研究生）
- SAKURA GRADUATION
- ボイメンエリア研究生（名古屋・東京・大阪・福岡・ベイビーズ）
  - 所属者一覧は該当記事ボイメンエリア研究生を参照
- MAGUS
- 福島彩菜[6]
- 古原由香

## 過去の所属タレント
- 浦上拓也（元祭nine.）
- 佐伯優斗（元BOYS AND MEN / 劇団ボイメン）
- 髙崎寿希也（元祭nine.）
- 田中俊介（元BOYS AND MEN）
- TENKI（元BOYS AND MEN[注 1] / 祭nine.）
- 浜尾京介
- プリマベーラ
- 吉川友真（元BOYS AND MEN / 劇団ボイメン）
- 若菜太喜（元BOYS AND MEN）
- 坪内希世紀（元おとめボタン）
- 宮原七奈（元おとめボタン）
- 上田美沙季（元おとめボタン）
- 小西麗菜（元おとめボタン / 小野小町）
- 坂中楓（元おとめボタン / 小野小町）
- 土田拓海（元BOYS AND MEN）
- 小林豊（元BOYS AND MEN）
- 野々田奏（祭nine.）
- 横山統威（祭nine.）
- 神田陸人（祭nine.）
- 永田紗貴子（おとめボタン）
- 山川紗希（小野小町）
- 水野勝（元BOYS AND MEN）
- 松岡愛純（おとめボタン）[7]
- 勇翔（元BOYS AND MEN）

元BOYS AND MEN研究生（BMK）については#元メンバー、エリア研究生については同記事のそれぞれの該当記述を、元おとめボタン（BELLY BUTTON、あいち☆乙女組）については#旧メンバーを参照。

## 事業内容
- タレント・マネージメント事業
  - 俳優・歌手・バラエティータレント
  - 「愛知県警広報大使」「名古屋市消防局広報アンバサダー」「名古屋めし博覧会SPサポーター」「名古屋市観光大使」「名古屋テレビ塔PRキャラクター」「愛知県エンターテイメント大使」ほか
- コンテンツ事業
  - コンテンツプロダクション
  - 企画制作「映画」「テレビ番組」「海外番販」
- レーベル事業
  - CD・DVD・写真集の制作・販売
- マーチャンダイジング事業
  - キャラクタービジネス
  - コラボキャンペーン
- CS事業
  - ショップ＆カフェ運営
  - 劇場運営

### グループ会社
- 株式会社タニプロモーション：タレントマネージメント・プロデュース事業・キャスティング事業
- 株式会社フォワードインターナショナル：エンターテイメント事業、広告代理業、インバウンド・アウトバウンド事業
- 株式会社ファーストエンタープライズ：映像制作事業・イベント企画制作事業・コンテンツ事業

### 業務提供
- 株式会社メディアミックス・ジャパン
- 有限会社バーン：各種イベント制作・照明・音響・映像
- 株式会社アートエディット：各種映像制作